# Palácio Teresa Cristina
O Palácio Teresa Cristina é a sede do Poder Executivo Municipal, ou seja, da Prefeitura Municipal de Teresópolis, no estado do Rio de Janeiro, Brasil. Localizado na Avenida Feliciano Sodré, no bairro da Várzea, o edifício destaca-se por sua arquitetura em estilo neocolonial e pela cor rosa de sua fachada, sendo um dos marcos históricos e culturais da cidade.

## História
A construção do edifício teve início em 1928, durante a gestão do prefeito Euclides de Aquino Machado, com o engenheiro Nestor Pinto responsável pelo projeto. As obras foram concluídas em dezembro de 1929. Após um período de paralisação, a construção foi retomada em 1946 pelo prefeito Roger de Souza Malhardes e finalizada entre 1955 e 1958 na administração do prefeito José de Carvalho Janotti.
Inicialmente, o prédio abrigou diversas repartições públicas, incluindo o Fórum, a Câmara Municipal de Vereadores, o Tiro de Guerra, o Cartório Eleitoral, a Secretaria de Agricultura do Estado, a Coletoria Estadual e o Ministério da Agricultura.
Na década de 1960, o edifício passou a ser denominado Palácio Teresa Cristina, em homenagem à Imperatriz Teresa Cristina de Bourbon-Duas Sicílias, esposa de Dom Pedro II, que também dá nome à cidade de Teresópolis.

## Arquitetura e Patrimônio

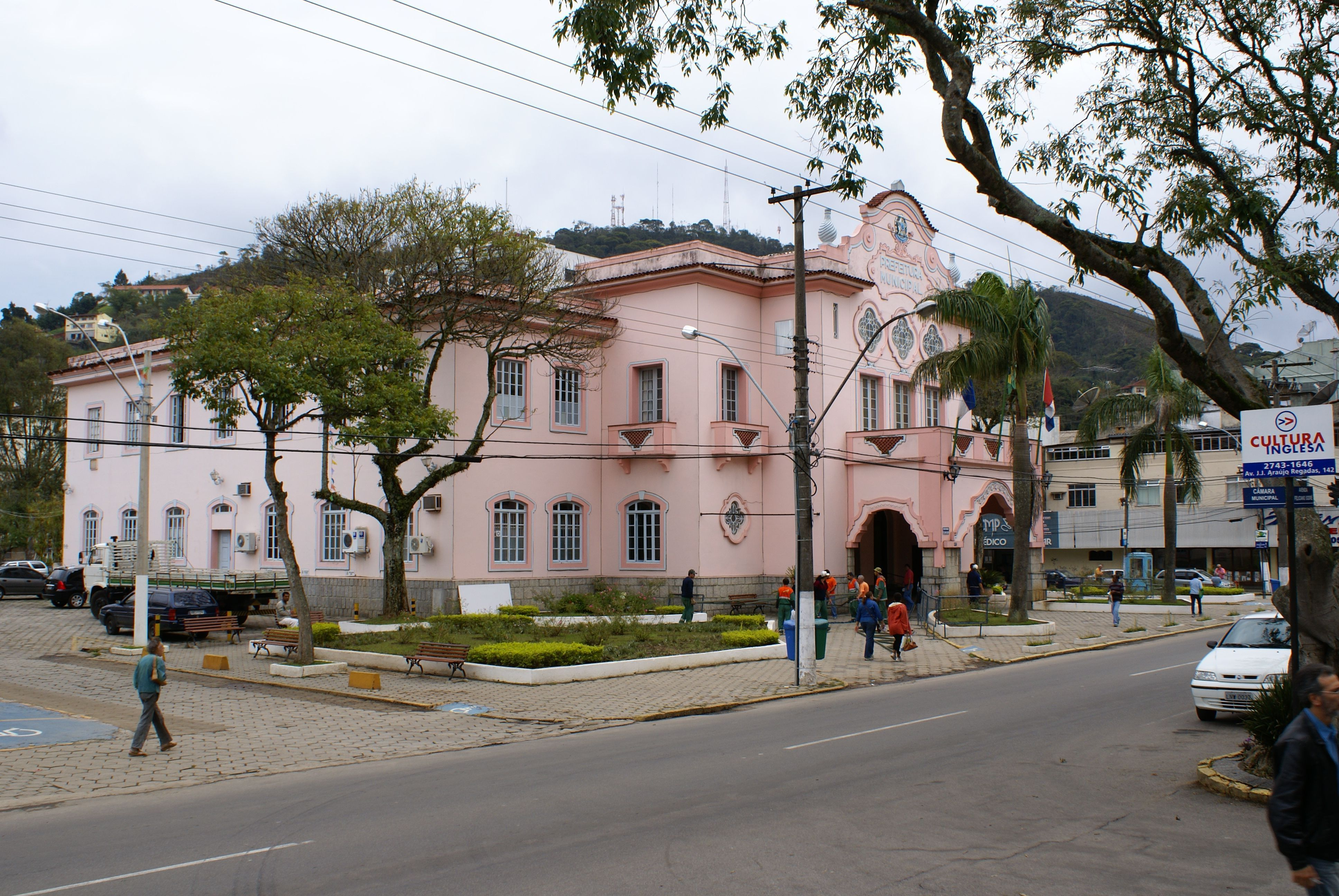
Palácio Teresa Cristina

O palácio é um exemplar do estilo neocolonial brasileiro, com fachadas pintadas em tom rosa. Em 1990, o edifício foi tombado pela Lei Orgânica Municipal de Teresópolis, reconhecendo seu valor histórico e arquitetônico. Na década de 1960, o palácio passou a ser denominado Teresa Cristina em homenagem à última Imperatriz do Brasil, que deu nome à cidade.
Além de abrigar o gabinete do prefeito e diversas secretarias municipais, o palácio também é sede do Teatro Municipal, com capacidade para 120 pessoas, da Galeria de Prefeitos de Teresópolis e da Galeria Sami Mattar, mantida pela Sociedade dos Artistas de Teresópolis (Soarte).

## Cultura e Eventos
O Palácio Teresa Cristina é palco de diversos eventos culturais e cívicos. Desde 2018, a Secretaria Municipal de Cultura realiza o Sarau Artístico Cultural "Teresópolis, Cidade de Teresa", em homenagem à Imperatriz Teresa Cristina. O evento celebra as mulheres da cidade e inclui concertos, exposições e a entrega da Medalha Imperatriz Teresa Cristina a personalidades que prestam relevantes serviços ao município. Um destaque do palácio é o busto em bronze da Imperatriz Teresa Cristina, esculpido por Rodolfo Bernardelli. A obra foi encomendada por José Antônio Coxito Granado e originalmente planejada para o pavilhão de caça nos jardins do Palacete Granado. Em 2019, o busto foi restaurado e recolocado em seu pedestal de madeira no palácio.

## Reformas e Preservação

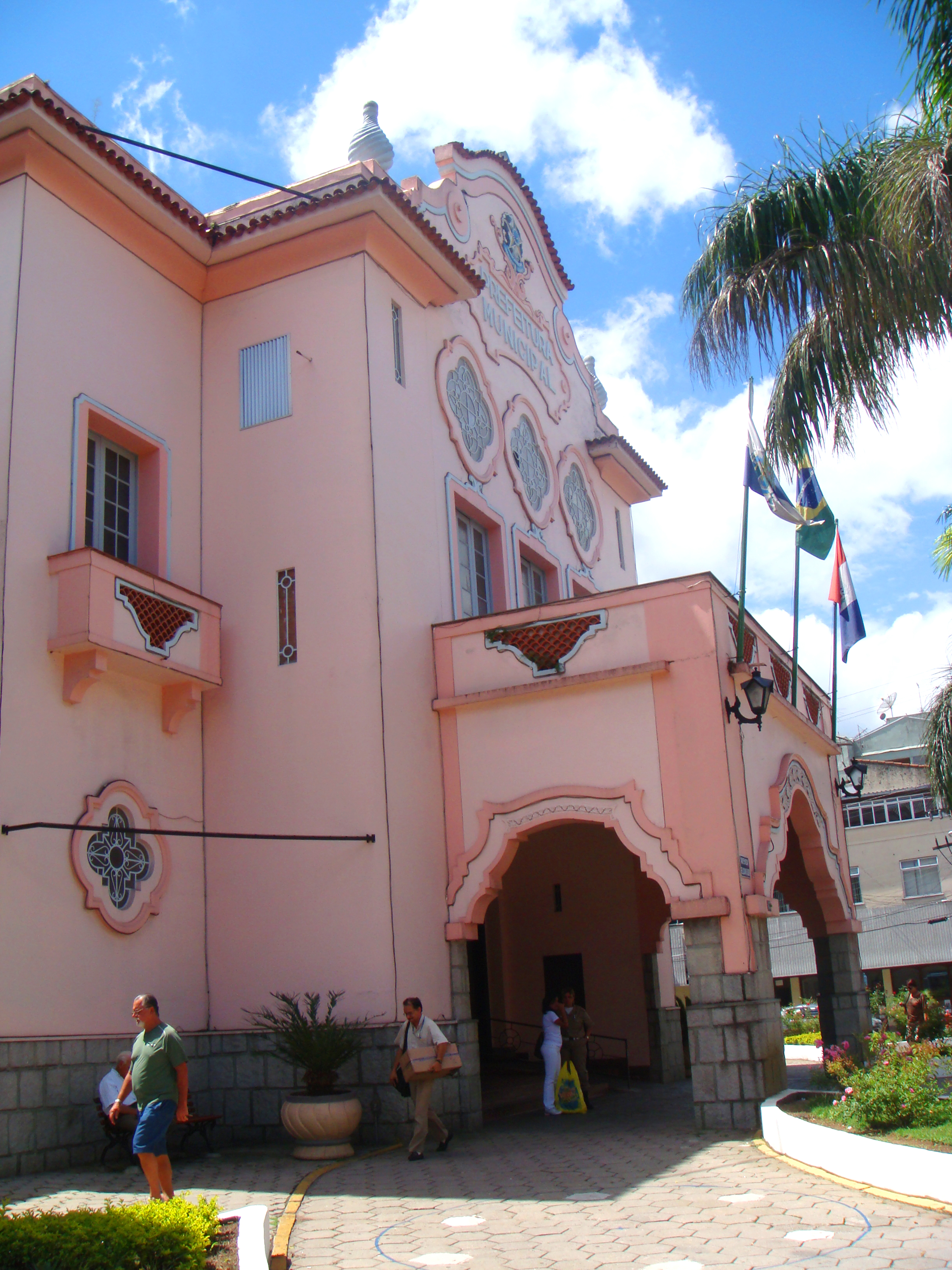
Lateral do Palácio Teresa Cristina

Em fevereiro de 2022, iniciaram-se obras de revitalização da fachada do Palácio Teresa Cristina, incluindo nova pintura e recomposição do telhado, com investimento de R$ 195.355,35. No entanto, devido ao descumprimento do cronograma pela empresa contratada, o contrato foi rescindido em agosto do mesmo ano, e uma nova licitação foi aberta para a continuidade dos trabalhos.
Hoje, o Palácio Teresa Cristina é a sede da Prefeitura - Poder Executivo Municipal da cidade de Teresópolis, no estado do Rio de Janeiro, no Brasil. O palácio está situado em uma das avenidas principais do município, circundado pelo Centro Administrativo, Câmara Municipal e casas comerciais e residenciais.
Itália inaugura busto em homenagem a Teresa Cristina. Em cerimônia na última segunda-feira (14), data do 200º aniversário da monarca, o cônsul-geral da Itália no Rio de Janeiro, Paolo Miraglia del Giudice, e a secretária Municipal de Conservação, Ana Secco, inauguraram o busto na Praça Itália, no centro do Rio. O local é cuidado pelo Consulado da Itália, que é responsável pela manutenção e processo de revitalização. A obra, que tem 1,95 metro de altura, é assinada pelo artista ítalo-brasileiro Gianguido Bonfanti e substituirá o monumento que foi furtado por bandidos em 2019.

## Memórias de Teresópolis
O edifício leva o nome de Teresa Cristina de Bourbon-Duas Sicílias (1822–1889), imperatriz consorte do Brasil como esposa de Dom Pedro II. Nascida em Nápoles, Itália, Teresa Cristina tornou-se imperatriz aos 21 anos e teve papel relevante na vida cultural e social do Império do Brasil. Ficou conhecida por seu envolvimento em ações humanitárias, incentivo às artes e apoio a instituições educacionais e de caridade. Sua atuação rendeu-lhe o apelido de "Mãe dos Brasileiros".

No interior do Palácio Teresa Cristina, encontra-se um busto em bronze da imperatriz, obra do escultor Rodolfo Bernardelli. A peça destaca a importância simbólica da figura de Teresa Cristina para o município e para a memória histórica do Brasil.
Criado como forma de reverência da população local à figura histórica, a escultura foi solicitada por Dr. José Antônio Coxito Granado ao artista e professor Rodolfo Bernardelli. Produzida em bronze, a obra teve sua primeira exposição na Ilha da Saúde — uma pequena ilha artificial localizada no Rio Paquequer, dentro da antiga propriedade do Palacete Granado, onde hoje funciona o SESC Teresópolis. Em 6 de julho de 1967, a peça foi oficialmente doada ao município. Vale destacar que a versão original, esculpida em mármore de Carrara no ano de 1889, está preservada no Palácio Imperial de Petrópolis.
Após a Proclamação da República, em 1889, Teresa Cristina foi exilada em Portugal com a família imperial e faleceu no mesmo ano. Seu nome é lembrado em diversas cidades brasileiras, como Teresópolis (RJ), Teresina (PI) e Imperatriz (MA), bem como em instituições culturais ligadas ao período imperial.